# Hugh Welch Diamond

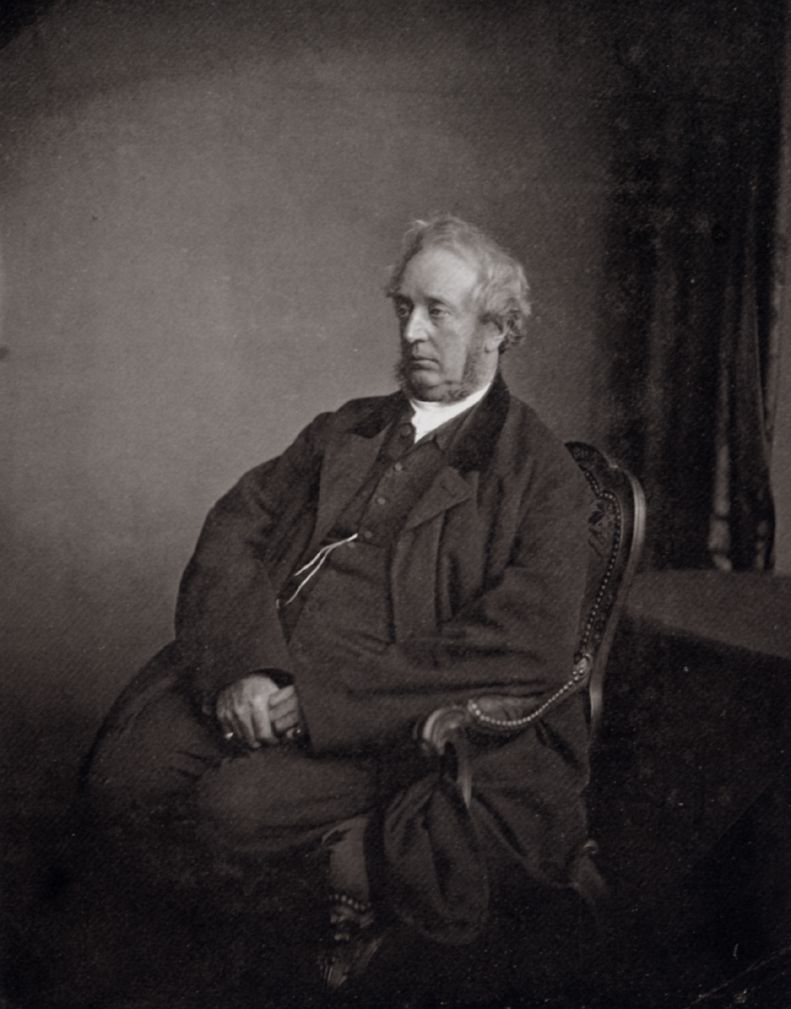
Hugh Welch Diamond (Foto von Henry Peach Robinson, 1869)

Hugh Welch Diamond (* 1809 in Goudhurst, Kent; † 21. Juni 1886 in Twickenham) war ein britischer Psychiater und Fotograf. Er gilt als Pionier der psychiatrischen Fotografie.

## Leben

### Jugend und Ausbildung
Hugh Welch Diamond war der älteste Sohn von Batchelor Diamond, einem Arzt, der für die Ostindien-Kompanie gearbeitet hatte, und dessen Gattin Jane Welch. Ab 1820 leitete sein Vater ein Irrenhaus am heutigen Standort des Bahnhof St Pancras in London und die Familie wohnte in den oberen Stockwerken des Gebäudes.
Nur wenige Angaben zur Ausbildung von Hugh Welch Diamond sind gesichert. Er besuchte zunächst eine Grammar School in Norwich und entschloss sich, anschließend beruflich in die Fußstapfen des Vaters zu treten. In dieser Zeit gab es in England hauptsächlich drei Optionen, Medizin zum Beruf zu machen: als Arzt (physician) mit formeller universitärer Ausbildung, als Wundarzt (surgeon), dessen Ausbildung ähnlich der des Handwerkers erfolgte, sowie als Apotheker, der medizinischen Rat erteilen und Medikamente verschreiben durfte. Diamond scheint zunächst eine fünfjährige Lehre in der Heilanstalt seines Vaters durchlaufen zu haben. Es existieren auch Hinweise auf eine Verbindung zum St Bartholomew’s Hospital in London, wo er möglicherweise Patienten beobachtete und gelegentlich Vorlesungen besuchte. Eine Ausbildung am Royal College of Surgeons ab 1824 und die Aufnahme als deren Fellow im Jahr 1834, die in manchen biografischen Darstellungen erwähnt werden, können aber ebenso wenig nachgewiesen werden wie der Erwerb eines Doktortitels an der Universität Kiel. Trotzdem bezeichnete er sich ab spätestens 1849 als „Dr. Diamond“.

### Berufliche Arbeit
1830 erhielt Diamond eine Anstellung als Apotheker am West Kent Infirmary and Dispensary in Maidstone, die ihm ein jährliches Einkommen von 60 Pfund sicherte. Nach seiner Heirat mit Jane Warwick im Jahr 1831 eröffnete er eine private Praxis am Londoner Soho Square. Während der Cholera-Epidemie von 1832 behandelte er dort Erkrankte. Im selben Jahr wurde er in das Board of Health der Stadt London gewählt. 1834 wurde er Mitglied des Royal College of Surgeons und 1846 Fellow der Medical Society of London.
Eine private Leidenschaft Diamonds galt dem Erwerb von Antiquitäten, insbesondere Keramiken und Kunstdrucke. 1834 wurde er zum Fellow der Society of Antiquaries of London gewählt und begann, sich intensiver mit Drucktechniken auseinanderzusetzen. In der Folge wandte er sich der noch jungen Kunst der Fotografie zu. Ab 1845 gehörte er zu einem Zirkel von Amateurfotografen aus gehobenen Gesellschaftskreisen, der zunächst als Calotype Society, später als Photographic Club bekannt war.
Das berufliche Interesse Diamonds verlagerte sich in den 1840er-Jahren auf den Bereich der Geisteskrankheiten, deren Behandlung kurz zuvor reformiert worden war. Ab 1842 studierte er Psychiatrie bei Sir George Tuthill am Bethlem Royal Hospital. 1849 wurde er zum Vorsteher der Frauenabteilung des Surrey County Lunatic Asylum in Tooting (heute im London Borough of Wandsworth) ernannt, wo er bis 1858 blieb. Diamond hatte sich im Vorjahr auf die offenbar lukrativere Stellung des Vorstehers der Männerabteilung beworben, sie aber nicht erhalten. In seiner neuen Position beaufsichtigte er die Behandlung von rund 400 Frauen, die zumeist aus ärmlichen Verhältnissen stammten. Obwohl die Institution einer fortschrittlichen Behandlung der Patientinnen verschrieben war, bei der man auf die heilsame Wirkung von Moralischer Behandlung, Sozialisation und Arbeit setzte, und Diamond selbst dem Einsatz von Zwangsmitteln skeptisch gegenüberstand, wurde auch in seiner Heilanstalt auf kalte Bäder, Isolationszellen und andere fragwürdige Methoden der Zeit zurückgegriffen.
Ab den frühen 1850er-Jahren stellte Diamond seine private Vorliebe für die Fotografie in den Dienst seiner beruflichen Tätigkeit und begann damit, Fotografien als Hilfsmittel bei der Diagnose der geistigen Erkrankungen seiner Patientinnen einzusetzen. Er veröffentlichte in den folgenden Jahren mehr als ein Dutzend Artikel und Beiträge zur Fotografie, wobei er sich auf technische Aspekte und den Einsatz der Fotografie für medizinische und allgemein wissenschaftliche sowie für konservatorische Zwecke spezialisierte. 1853 gehörte er zu den Gründern der Photographic Society of London und wurde anschließend zur treibenden Kraft von deren Photographic Society Club, einem Debattierclub, der sich fünfmal im Jahr traf. Ein Vortrag zur Kalotypie, den er 1853 vor der Photographic Society hielt, half mit, diese Technik unter den Amateurfotografen der gehobenen Gesellschaft populär zu machen. 1854 wurde ihm ein Ehrentitel als offizieller Fotograf der Society of Antiquaries verliehen.
Der Ruf des Surrey County Lunatic Asylum litt durch einen Skandal, nachdem in der Männerabteilung der Heilanstalt 1856 ein Patient infolge von kalten Bädern gestorben war. Diamond war nicht direkt beteiligt gewesen, ihm wurde aber Fehlverhalten vorgeworfen, weil er das dem Toten bei der Obduktion entnommene Herz nicht ordnungsgemäß verwahrt hatte, obwohl er dem verantwortlichen Leiter der Männerabteilung widersprach, als dieser als Todesursache ein „verfettetes Herz“ des Patienten angab; der Kollege wurde in einem Prozess wegen Totschlags schließlich freigesprochen. Infolge dieser Ereignisse legte Diamond seine Position 1858 nieder und eröffnete eine private Heilanstalt für Frauen namens Twickenham House in Twickenham, Middlesex (heute im London Borough of Richmond upon Thames), die er bis zu seinem Tode leitete. Hier betreute er eine kleine Anzahl von Patientinnen, die offenbar größtenteils sozial bessergestellt waren als die Frauen, die er zuvor behandelt hatte. Möglicherweise war dies auch der Grund, warum er die psychiatrische Fotografie nun aufgab, denn an eine Zurschaustellung von Abbildungen seiner Privatpatientinnen war nicht zu denken.
Trotzdem blieb Diamond doch auf vielfältige Weise in fotografischen Kreisen aktiv. Er bekleidete verschiedene leitende Funktionen innerhalb der Photographic Society und gab von 1859 bis 1869 deren Zeitschrift Photographic Journal heraus. Ab 1858 leitete er zwei Komitees der Gesellschaft, deren Aufgabe in der Dokumentation des technischen Fortschritts der Fotografie und der Untersuchung von Fragen zum fotografischen Urheberrecht bestand. Verdienste erwarb er sich auch dadurch, dass er sich erfolgreich für die Gründung fotografischer Sammlungen in medizinischen Museen und Schulen einsetzte. Bei der Pariser Weltausstellung 1867 gehörte Diamond zu den Juroren für Fotografie. Im selben Jahr verlieh ihm die Photographic Society ihre Medal of Excellence für seine Verdienste um das Medium. Als Gastgeber wöchentlicher Treffen von Freunden, die seine Leidenschaften für Fotografie, Antiquitäten, Kunst oder Literatur teilten, war er über Jahrzehnte sehr geschätzt.
Hugh Welch Diamond starb am 21. Juni 1886 im Alter von 77 Jahren im Twickenham House. Nach dem Tod seiner Frau war er in den letzten Lebensjahren von einer Tochter gepflegt worden.

## Bedeutung als Pionier der psychiatrischen Fotografie

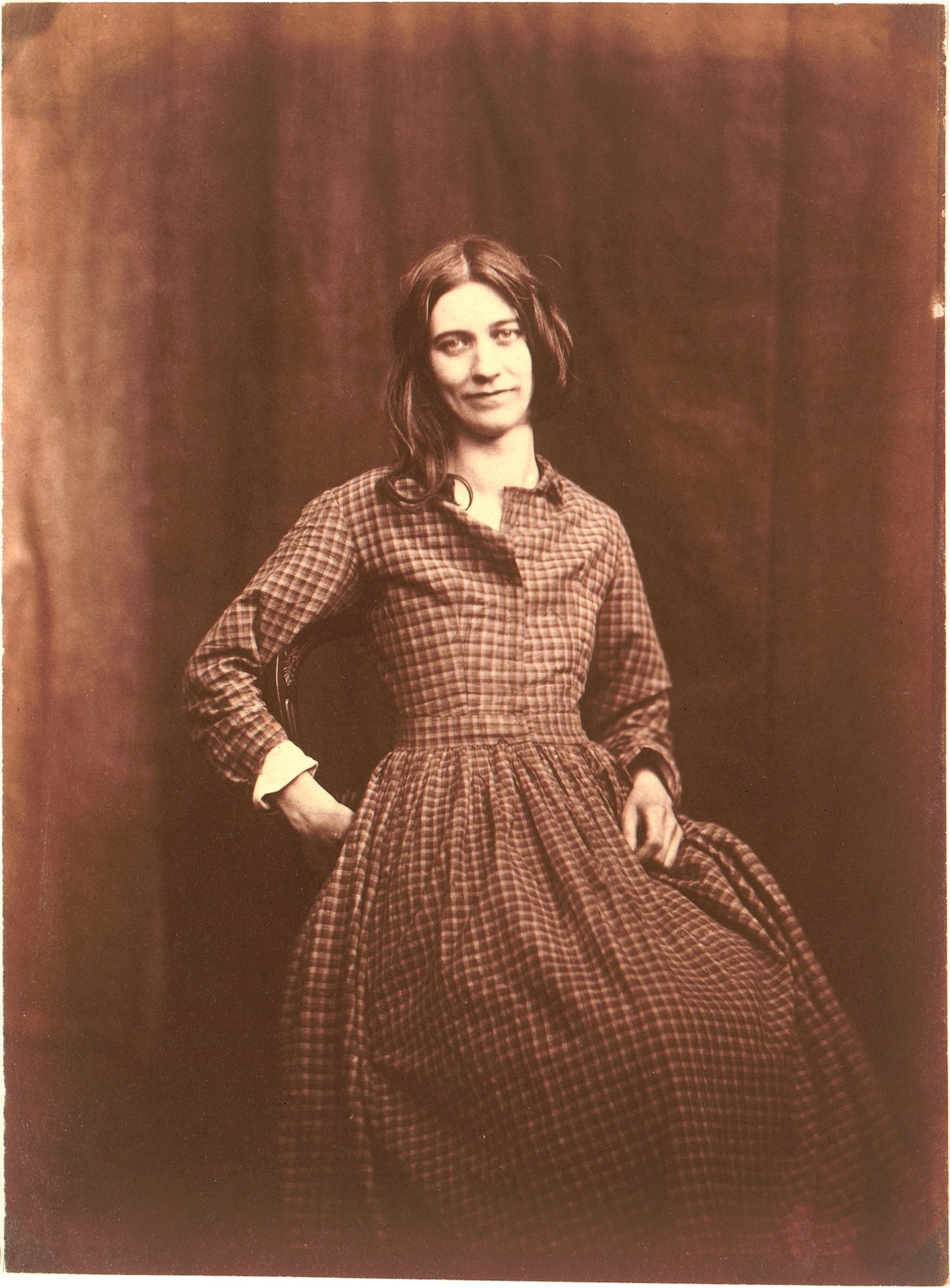
Eine von Diamond zwischen 1850 und 1858 fotografierte Patientin

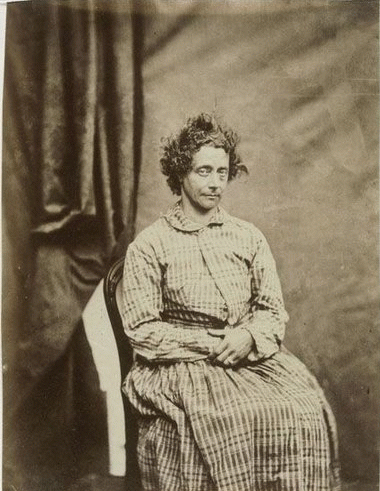
„Porträt einer Geisteskranken“ (ca. 1852–1854)

Bekannt ist Diamond heute vor allem für seine Aufnahmen von – zumeist weiblichen – Patienten, die während seiner Zeit am Surrey County Lunatic Asylum entstanden und derentwegen er als „Vater der klinisch-psychiatrischen Fotografie“ gilt. Folgenreich war in diesem Zusammenhang der Kontakt Diamonds mit Frederick Scott Archer, einem früheren Patienten aus seiner Zeit als Allgemeinmediziner, den er selbst mit dem Fotografieren vertraut gemacht hatte. Bei einer Begegnung im Jahr 1850 erläuterte Archer, der in dieser Zeit gerade die Kollodium-Nassplatte entwickelte, Diamond den Hauptvorteil der der Öffentlichkeit noch unbekannten Nassplattentechnik gegenüber der Kalotypie, nämlich die kürzere Belichtungszeit, was sich als nützlich beim Festhalten belebter Motive erwies. Vor allem in den frühen 1850er-Jahren stellte Diamond dann mit dem neuen Verfahren zahlreiche Aufnahmen von zumeist aus ärmeren Gesellschaftsschichten stammenden Patienten her.
1852 präsentierte Diamond seine Fotos bei der ersten Fotografie-Ausstellung der Royal Society of Arts im Rahmen eines Vortrags mit dem Titel „Types of Insanity“. Die Serie von Aufnahmen gilt als das erste Beispiel des systematischen Einsatzes der Fotografie im Dienste der Psychiatrie. Der Psychiater John Conolly zog sie beim Abfassen einflussreicher Fallstudien zur „Physiognomie der Geisteskrankheit“ („The Physiognomy of Insanity“) heran, die 1858/1859 als Artikelserie in The Medical Times and Gazette veröffentlicht wurden. Da die Drucktechniken der Zeit die Wiedergabe von Fotos noch nicht erlaubten, verwendete man zur Illustration Stiche, die Diamonds Fotos originalgetreu umsetzen sollten.
Bei einem Vortrag mit dem Titel „On the Application of Photography to the Physiognomic and Mental Phenomena of Insanity“ vor der Royal Society im Jahr 1856 legte Diamond dar, dass die Fotografie in dreifacher Hinsicht der Psychiatrie helfen könne: Zum einen diene sie dem Festhalten der besonderen Physiognomie einzelner Patienten und helfe dadurch bei der Typologisierung verschiedener Krankheitsbilder. Psychiater wie Jean-Étienne Esquirol hatten hierfür zuvor Porträtzeichnungen verwendet. Zum anderen könne die Konfrontation der Patienten mit ihrem naturgetreuen Abbild deren Selbsterkenntnis über ihren Zustand und somit den Wunsch nach Heilung oder aber auch ihr Selbstwertgefühl fördern. Zudem erleichterten die Fotos bei Wiederaufnahme die Identifizierung von Patienten, die zuvor bereits behandelt worden seien. Diamonds Vorstellungen standen dabei im Einklang mit der weit verbreiteten Überzeugung der Zeit, Fotografien seien untrennbar mit dem wissenschaftlichen Prinzip der Wahrheitssuche verbunden.
Dabei sind Diamonds Aufnahmen keineswegs frei von inszenatorischen Elementen. Obwohl die Nassplattentechnik die Belichtungszeit verkürzt hatte, mussten die Porträtierten doch ein bis zwei Minuten vollkommen stillhalten. Die Posen, die sie hierfür einnahmen, ähneln zuweilen denen auf Porträtaufnahmen, wie sie Diamonds Freund Henry Peach Robinson anfertigte. Bei einigen Fotos verwendete Diamond auch Requisiten wie Blumenkränze oder Tiere, die die jeweilige Krankheit andeuten sollten.
Größere Sammlungen von Diamonds Fotografien finden sich in den Beständen der Royal Society of Medicine, des Norfolk Record Office und der von Diamond mitbegründeten Royal Photographic Society. Diamonds Aufzeichnungen über die von ihm abgelichteten Patienten sind aber nicht überliefert.